# Centaurusarmen

Vintergatans spiralarmar.

Centaurusarmen är en så kallad spiralarm i Vintergatan. Den ligger mellan Sagittariusarmen och Perseusarmen. Centaurusarmen börjar vid Vintergatans centrum, som Scutumarmen, och övergår sedan i  Centaurusarm.

### Fotnoter
1. ↑  Churchwell, Ed (2009). ”The Spitzer/GLIMPSE Surveys: A New View of the Milky Way” (pdf). Publications of the Astronomical Society of the Pacific 121:  sid. 213–230. doi:10.1086/597811. Arkiverad från originalet den 2 november 2013. https://web.archive.org/web/20131102094744/http://www.astro.wisc.edu/sirtf/Churchwell_2009.pdf. Läst 15 september 2013.